# Toad the Wet Sprocket
Toad the Wet Sprocket – amerykańska grupa rockowa, założona w 1986 roku w Santa Barbara w Kalifornii.

## Członkowie
- Glen Phillips – gitara, śpiew i klawisze
- Todd Nichols – gitara i śpiew
- Dean Dinning – gitara basowa, chórki, klawisze
- Randy Guss – perkusja

### Albumy studyjne
| Tytuł             | Szczegóły                                                           | US Top 200 | Wysokość sprzedaży |
| ----------------- | ------------------------------------------------------------------- | ---------- | ------------------ |
| Bread & Circus    | - Rok wydania: 1989 - Wytwórnia: Columbia - Formaty: CD, Kaseta, LP | —          |                    |
| Pale              | - Rok wydania: 1990 - Wytwórnia: Columbia - Formaty: CD, Kaseta, LP | —          |                    |
| Fear              | - Rok wydania: 1991 - Wytwórnia: Columbia - Formaty: CD, Kaseta, LP | 49         | - US: Platinum     |
| Dulcinea          | - Rok wydania: 1994 - Wytwórnia: Columbia - Formaty: CD, Kaseta, LP | 34         | - US: Platinum     |
| Coil              | - Rok wydania: 1997 - Wytwórnia: Columbia - Formaty: CD, Kaseta     | 19         |                    |
| New Constellation | - Rok wydania: 2013 - Wytwórnia: Abe's Records - Formaty: CD, LP    | 97         |                    |